# Montserrat Sabater Bacigalupi
Montserrat Sabater Bacigalupi (Barcelona, 4 de maig de 1940 – 3 d'abril de 2020) va ser una editora catalana.
Va dedicar la seva vida al món de l'edició a Catalunya. Va començar a treballar al sector editorial de ben jove, a començaments de la dècada del 1960, de la mà de l'editor Carlos Barral. Va col·laborar amb ell a l'Editorial Seix Barral, on juntament amb Jaime Salinas va posar en marxa els Premis Formentor. A Barral Editores va desenvolupar tasques de direcció. L'any 1984, de la mà de l'editor Josep Maria Castellet, es va incorporar a l'equip d'Edicions 62 el 1984 per fer-se càrrec del departament de relacions públiques i comunicació, fins a la seva jubilació l'any 2003. Després, encara va col·laborar amb Castellet ordenant, classificant i arxivant tots el seu fons personal de documents, fotografies, llibres, quadres, etc...
En un altre vessant de la seva trajectòria vital Sabater col·laborava com a tresorera a la Fundació Finestrelles, una organització preocupada pel benestar dels discapacitats psíquics, i també formà part del consell de redacció de la revista de la Fundació, “Downup”.
L'abril del 2020 va morir amb vuitanta anys a causa de la Covid-19.